# اگنس چاو
اگنس چاو (چینی: 周庭؛ زادهٔ ۳ دسامبر ۱۹۹۶) سیاستمدار و از فعالان دموکراسی اهل هنگ کنگ است. او عضو پیشین کمیته دائمی دموسیستو و سخنگوی سابق اسکولاریزم است. نامزدی او برای انتخابات میان‌دوره‌ای جزیره هنگ کنگ در سال ۲۰۱۸، که توسط گروه طرفدار دموکراسی حمایت می‌شد، به دلیل حمایت حزب او از خودفرمانی هنگ کنگ، توسط مقامات رد شد.
اگنس چاو یکی از شخصیت‌های کلیدی «جنبش چتر» در سال ۲۰۱۴ به شمار می‌آمد. او از جمله کنشگرانی بود که در جریان اعتراض‌ها علیه‌ قانون امنیتی جنجالی چین در سال ۲۰۲۰ دستگیر شدند. اتهام او «همدستی با نیروهای خارجی» بود. او با وثیقه آزاد شده اما دستگیری‌اش‌ موجی از حمایت‌ها را برای او به همراه داشت.
اگنس چاو از ۱۵ سالگی در سیاست فعال بوده است. طرفداران اگنس چو نام «مولان» (قهرمان افسانه‌ای زن چینی) را روی او گذاشته‌اند.
وی برندهٔ جوایزی همچون ۱۰۰ زن بی‌بی‌سی شده‌است.